# Florence Lawrence
Florence Lawrence (Hamilton, Ontário, 2 de janeiro de 1886 – West Hollywood, 28 de dezembro de 1938) foi uma atriz de cinema canadense da era do cinema silencioso. Ela é considerada a “primeira estrela de cinema”, e se tornou conhecida como "The Biograph Girl", "The Imp Girl" e "The Girl of a Thousand Faces".  Considera-se que ela foi, ao lado de Florence Turner, uma das primeiras atrizes do mundo. Lawrence atuou no cinema dos Estados Unidos em 300 filmes por diversas companhias cinematográficas.

## Biografia
Nascida Florence Annie Bridgwood em Hamilton, Ontário, no Canadá, filha de Charlotte A. Bridgwood, uma atriz de vaudeville conhecida como Lotta Lawrence, líder e diretora da Lawrence Dramatic Company. Charlotte era também inventora. Lawrence, em criança, era anunciada como "Baby Florence, The Kid Wonder". Seu pai foi George Bridgwood (nascido em Stafforshire, Inglaterra; morto em 1898, em Hamilton, Wentworth, Ontário, Canadá). O sobrenome de Florence foi mudado aos quatro anos de idade pela sua mãe. Após a morte do pai, Florence, sua mãe e dois irmãos foram de Hamilton  para Buffalo, Nova Iorque. Florence frequentou as escolas locais e desenvolveu habilidades atléticas, como cavalgar e patinar no gelo. Após sua graduação escolar, Lawrence juntou-se à companhia teatral de sua mãe. No entanto, a empresa se desfez depois de uma série de disputas, tornando impossível aos membros a continuidade do trabalho juntos. Lawrence e sua mãe mudaram-se para Nova Iorque em torno de 1906.
Lawrence foi uma das pioneiras canadenses na indústria do cinema, atraída pelo crescimento rápido da cinematografia. Em 1906, aos 20 anos, ela apareceu em seu primeiro filme. No ano seguinte, ela apareceu em 38 filmes da Vitagraph Studios.
Durante a primavera e o verão de 1906, fez um teste para uma série de produções da Broadway, sem sucesso. Em 1906, Florence apareceu em seu primeiro filme pela Vitagraph, “The Automobile Thieves” que estreou em 10 de novembro de 1906. No entanto, em 27 de dezembro de 1906, ela foi contratada pelo Edison Manufacturing Company para interpretar a filha de Daniel Boone; ou, Pioneer days in America. Ela conseguiu o papel porque sabia montar um cavalo e recebeu cinco dólares por dia por duas semanas de filmagens ao ar livre.

## Inventora
Lawrence, assim como sua mãe, era também inventora, em especial de acessórios para automóveis. Em 1914, ela inventou um “braço sinalizador automático”, hoje conhecido como “seta sinalizadora”. Inventou, também, um precursor da atual luz do freio, um sistema que sinalizava, para o carro que vinha atrás, quando o carro da frente estava parando. Suas invenções, assim como as de sua mãe, não foram comercializadas com sucesso na época.

## Carreira cinematográfica

### Vitagraph Studios
Em 1907, começou a trabalhar no Vitagraph Company, no Brooklyn, Nova Iorque, interpretando Moya, uma camponesa irlandesa em uma versão de The Shaughraun, de Dion Boucicault. Chegou a retornar por um breve período ao teatro, desempenhando o papel principal em uma produção de “road show”, Seminary Girls, de Melville B. Raymond. Sua mãe fez seu último papel nessa produção. Após a turnê com o show por um ano, Lawrence resolveu “não mais levar essa vida de cigano”. Na primavera de 1908 retornou à Vitagraph e atuou em The Dispatch Beare. Em grande parte como resultado de suas habilidades equestres, ela recebeu papeis em onze filmes nos próximos cinco meses.

### Biograph Studios

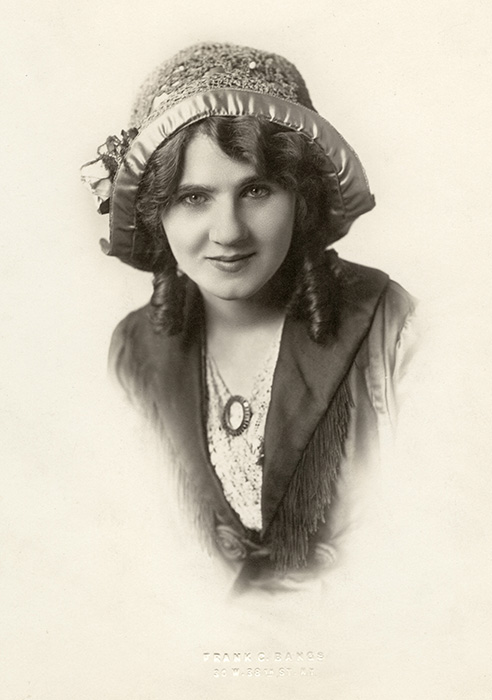
Florence Lawrence

Na Vitagraph havia um jovem ator, Harry Solter, que estava à procura de uma garota jovem, bonita e com qualidades eqüestres para estrelar um filme a ser produzido pelo Biograph Company, sob a direção de D.W. Griffith. Griffith, o chefe dos estúdios Biograph, tinha notado a mulher loira e bonita em um dos filmes da Vitagraph Studios, mas como na época os atores não eram creditados, Griffith tinha discretamente descoberto que era Florence Lawrence e arranjou um encontro.
Griffith tinha a intenção de dar o papel para a atriz Florence Turner, mas Lawrence conseguiu convencer Solter e Griffith que ela era a mais adequada para o papel de protagonista de The Girl and the Outlaw. Com a empresa Vitagraph, ela ganhava $20 por semana, trabalhando também como uma costureira além de atuar. Griffith ofereceu-lhe um emprego, só atuando, para $25 por semana, e Lawrence aceitou prontamente.
Após seu sucesso nesse papel, ela atuou em Betrayed by a Handprint e em The Red Girl. No total, ela fez papeis em mais de 60 filmes dirigidos por Griffith em 1908. No fim de 1908, casou com Harry Solter. Lawrence alcançou grande popularidade, mas devido ao fato de o seu nome não ser creditado nos filmes, os fãs começaram a escrever para o estúdio perguntando por ela. Sempre que seu rosto era reconhecido, em especial depois do sucesso de Resurrection (1909), a Biograph Company a chamava simplesmente "The Biograph Girl". Durante os primeiros anos do cinema mudo, os atores não eram creditados, porque os proprietários de estúdios temiam que a fama pudesse levar à exigência de salários mais elevados.
Ela continuou a atuar na Biograph em 1909, e alcançou grande popularidade na “Série  Jones”, a primeira série de comédia, onde interpretou Mrs. Jones em cerca de doze filmes. Ainda mais populares foram as histórias de amor dramático, no qual ela co-estrelou com Arthur V. Johnson. Os dois interpretaram marido e esposa em The Ingrate e amantes adúlteros em Resurrection (1909).
Lawrence e Solter começam a procurar outro lugar para o trabalho, escrevendo para a Essanay Studios e oferecendo seus serviços como diretor e protagonista. Ao invés de aceitar esta oferta, no entanto, a Essanay relatou a oferta à sede de Biograph, e eles foram imediatamente demitidos.

### Independent Moving Pictures Company
Encontrando-se em liberdade, Lawrence e Solter em 1909 juntaram-se ao Independent Moving Pictures Company of América (IMP). A empresa, fundada por Carl Laemmle, o proprietário de uma distribuidora de filmes (que mais tarde absorveu a IMP dentro da Universal Pictures, e que também fundou e foi presidente do IMP), estava procurando atores e cineastas experientes. Precisando de uma estrela, ele atraiu Lawrence da Biograph, prometendo dar-lhe uma “marca”. A Biograph, na época, fazia parte do Motion Picture Patents Company, e os produtores independentes, como Laemmle, tentavam reagir contra o “poder” do truste. Primeiro, Carl Laemmle organizou um golpe de publicidade, iniciando um boato de que Lawrence tinha sido morta por um acidente de carro em uma rua de Nova York. Então, alcançando a atenção da mídia, ele noticiou em jornais "We nail a lie" (“nós pregamos uma mentira”), e incluiu a foto de Lawrence. O anúncio declarou que ela estava viva e bem, trabalhando em The Broken Oath, um novo filme da IMP dirigido por Solter.
Laemmle então levou Lawrence a fazer uma aparição pessoal em St. Louis, Missouri, em março de 1910, com seu parceiro principal, para mostrar a seus fãs que ela estava viva, fazendo-a de uma das primeiras artistas não famosas anteriormente por outros meios, a ser identificada pelo nome por seu estúdio. Como resultado do engenho de Laemmle, nasceu o “star system”, e em pouco tempo, Florence Lawrence se tornou um nome familiar. No entanto, sua fama era tal que os executivos do estúdio que haviam se preocupado com suas reivindicações salariais logo tiveram seus medos comprovados.
Laemmle conseguiu atrair William Ranous (William H. Ranous), um dos melhores diretores da Vitagraph, para a IMP. Ranous, Laemmle, Lawrence e Solter começaram a trabalhar juntos. Lawrence e Solter trabalharam para IMP por onze meses, fizeram cinquenta filmes. Após isso, eles saíram de férias pela Europa.
Na época, a indústria de cinema era liderada pela Motion Picture Patents Company (MPPC), o truste formado pelas maiores companhias. O IMP, que não era um membro do MPPC, operava fora de seu sistema de distribuição, e parte de sua sobrevivência se deveu à popularidade de Lawrence. Ela também aconselhou sua jovem amiga canadense de 18 anos, Mary Pickford, a ser estrela da IMP.

### Lubin Studios
Quando o casal Lawrence e Solter voltou aos Estados Unidos após as férias na Europa, juntou-se, nos anos 1910, a uma empresa de cinema liderada por Siegmund Lubin, o Lubin Studios. Lawrence teve novamente como parceiro Arthur V. Johnson, e o par fez 48 filmes juntos sob a direção de Lubin.

### Victor Film Company
Em 1912, Lawrence e Solter fizeram um acordo com Carl Laemmle, formando sua própria companhia, a Victor Film Company. Laemmle lhes deu total liberdade artística na companhia, e pagou a Lawrence quinhentos dólares por semana como protagonista e a Solter duzentos dólares por semana como diretor. Eles estabeleceram um estúdio cinematográfico em Fort Lee, Nova Jérsei e fizeram vários filmes estrelados por Lawrence e Owen Moore antes de a Victor Company ser vendida para a Universal Pictures, em 1913. Com essa nova propriedade, Florence foi capaz de realizar um sonho que tivera ao longo da vida, comprar uma propriedade de 50 acres no River Vale, em Nova Jérsei, e lá ela foi capaz de fazer um jardim e plantar rosas, sua maior alegria.

## Vida pessoal
Em agosto de 1912, Lawrence teve uma briga com Solter, no qual ele fez observações cruéis sobre sua sogra. Ele a deixou e foi para a Europa. No entanto, ele escreveu cartas tristes a ela todos os dias, dizendo-lhe de seus planos de cometer suicídio. Suas cartas abrandaram seus sentimentos e eles reataram o relacionamento em novembro de 1912. Lawrence anunciou, então, sua intenção de se aposentar.
Apesar de sua aposentadoria, Lawrence acabou retornando ao trabalho em 1914, em sua empresa (Victor Film Company), que foi adquirida pela Universal Pictures. Durante as filmagens de Pawns of Destiny, sofreu um acidente que lhe causou queimaduras e uma queda, e Lawrence ficou afastada do trabalho durante um tempo, assim como separou-se de Solter. A Universal recusou-se a pagar as despesas médicas de Lawrence.
Na Primavera de 1916, ela voltou a trabalhar para a Universal e completou outro longa-metragem, Elusive Isabel. No entanto, a tensão de trabalho causou uma grave recaída, e ficou paralisada por quatro meses. Quando voltou para a tela em 1921, poucas pessoas lembravam dela, e viajou para Hollywood na tentativa de um retorno. No entanto, teve pouco sucesso e atuou em um melodrama menor (The Unfoldment) e, em seguida, dois papéis coadjuvantes.
Apesar de apenas 29 anos de idade, ela nunca mais recuperou seu status de estrela de cinema após ter se retirado para recuperar-se de seus ferimentos. Após 1924, só faria pequenos papeis não-creditados. Casou-se, posteriormente, com o vendedor de automóveis Charles Byrne Woodring, mas divorciaram-se em 1931. Durante os anos 1920, ela e seu marido Charles começaram a fabricar uma linha de cosméticos, que continuaram a compartilhar mesmo após o divórcio.
Em 1933 Lawrence se casou pela terceira vez, com Henry Bolton, que foi abusivo e lhe batia, o que causou a separação em cinco meses. Ela foi casada, portanto, três vezes. Com Harry Solter (1908–1913), com Charles Woodring (12 de maio de 1921–1931), e com Henry Bolton, com quem se casou em 1932 e divorciou-se 5 meses depois.

## Morte
A mãe de Lawrence morrera em 1929. A oferta em filmes desaparecera e a Grande depressão e o crash da bolsa causaram o declínio da fortuna de Lawrence. Em 1936, voltou para a tela, quando a Metro-Goldwyn-Mayer começou a dar pequenos papeis para antigas estrelas por setenta e cinco dólares por semana. Em seu último filme, Hollywood Boulevard (1936), não foi creditada, e as suas cenas foram deletadas. O último filme em que pode ser vista foi One Rainy Afternoon (1936), onde também não foi creditada.
Sozinha, desanimada e sofrendo com dores crônicas pela mielofibrose, uma rara doença da medula, ela foi encontrada inconsciente na cama em seu apartamento em West Hollywood, em 27 de dezembro de 1938, depois de ter ingerido Inseticida. Ela foi levada às pressas para um hospital, mas morreu poucas horas depois. Apenas nove anos depois de ter pago um caro memorial para sua mãe, Lawrence foi enterrada em um túmulo não marcado, não muito longe da sua mãe, no Hollywood Cemetery, atualmente Hollywood Forever Cemetery, em Hollywood, Califórnia. Ela permaneceu esquecida até 1991, quando o ator Roddy McDowall, então no National Film Preservation Board, pagou para uma lápide memorial em que se lê: "The Biograph Girl/The First Movie Star".
No romance The Biograph Girl (2000), de William J. Mann, Mann faz a pergunta: "What if Florence Lawrence didn't die in 1938 from eating ant poison, but is 106 and living in a nursing home in Buffalo, New York?" (“Se Florence Lawrence não morreu em 1938, ao comer veneno de formiga, mas está com 106 e vivendo em um lar de idosos em Buffalo, Nova York?”). A novela fielmente abrange a vida de Lawrence até 1938 e leva-a além, depois de seu suposto suicídio.
Uma biografia escrita por Kelly R. Brown, Florence Lawrence, the Biograph Girl: America's First Movie Star, foi publicada em 1999.

## Filmografia
- A Calamitous Elopement (1908)
- A Smoked Husband (1908)
- A Woman's Way (1908)
- After Many Years (1908)
- An Awful Moment (1908)
- Antony and Cleopatra (1908)
- Behind the Scenes (1908)
- Betrayed by a Handprint (1908)
- Father Gets in the Game (1908)
- Romance of a Jewess (1908)
- The Call of the Wild (1908)
- The Christmas Burglars (1908)
- The Heart of O'Yama (1908)
- The Pirate's Gold (1908)
- The Planter's Wife (1908)
- The Reckoning (1908)
- The Song of the Shirt (1908)
- The Taming of the Shrew (1908)
- The Test of Friendship (1908)
- The Zulu's Heart (1908)
- A Drunkard's Reformation (1909)
- A Fool's Revenge (1909)
- A Sound Sleeper (1909)
- A Troublesome Satchel (1909)
- A Wreath in Time (1909)

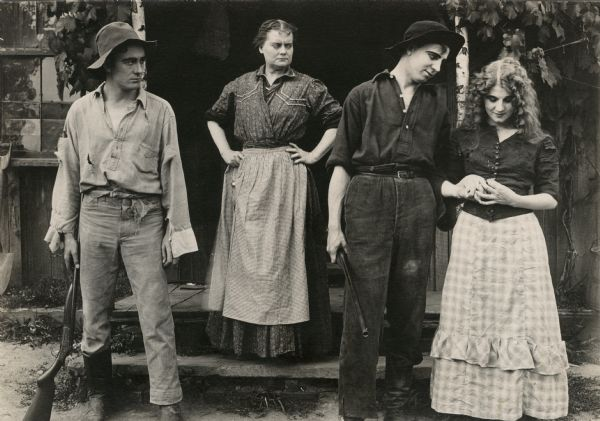
Cena do filme After All, produzido pela Victor Film Company em 1912, apresentando Florence Lawrence, Owen Moore, Gladden James e Victory Bateman.

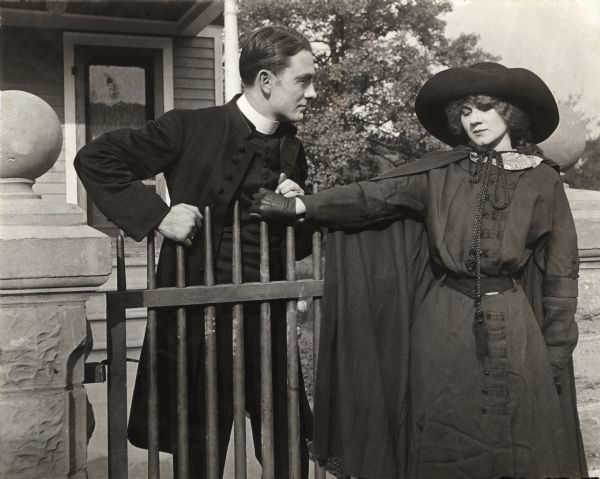
Owen e Florence Lawrence em uma cena de The Redemption of Riverton', em 1912.

- And a Little Child Shall Lead Them (1909)
- At the Altar (1909)
- Her First Biscuits (1909)
- His Ward's Love (1909)
- His Wife's Mother (1909)
- Jealousy and the Man (1909)
- Jones and His New Neighbors (1909)
- Jones and the Lady Book Agent (1909)
- Lady Helen's Escapade (1909)
- Lines of White on a Sullen Sea (1909)
- Mr. Jones' Burglar (1909)
- Mr. Jones Has a Card Party (1909)
- Mrs. Jones' Lover (1909)
- Nursing a Viper (1909)
- One Busy Hour (1909)
- Resurrection (1909)
- Schneider's Anti-Noise Crusade (1909)
- Sweet and Twenty (1909)
- Tender Hearts (1909)
- The Brahma Diamond (1909)
- The Cardinal's Conspiracy (1909)
- The Cord of Life (1909)
- The Country Doctor (1909)
- The Curtain Pole (1909)
- The Drive for a Life (1909)
- The Fascinating Mrs. Francis (1909)
- The French Duel (1909)
- The Girls and Daddy (1909)
- The Golden Louis (1909)
- The Hessian Renegades (1909)
- The Jilt (1909)
- The Joneses Have Amateur Theatricals (1909)
- The Lonely Villa (1909)
- The Lure of the Gown (1909)
- The Medicine Bottle (1909)
- The Mended Lute (1909)
- The Note in the Shoe (1909)
- The Politician's Love Story (1909)
- The Prussian Spy (1909)
- The Road to the Heart (1909)
- The Roue's Heart (1909)
- The Salvation Army Lass (1909)
- The Winning Coat (1909)
- The Wooden Leg (1909)
- Those Awful Hats (1909)
- Tis an Ill Wind That Blows No Good (1909)
- Tragic Love (1909)
- Trying to Get Arrested (1909)
- Two Memories (1909)
- What Drink Did (1909)
- His Wife's Child (1913)
- The Stepmother (1914)
- Sinners in the Sun (1932)